# Son of Batman
Son of Batman (en español, El Hijo de Batman) es una película de animación de 2014 basada en los personajes de DC Cómics, Batman y Robin. Esta es la tercera película del Universo de Películas Animadas de DC, y está basada en el arco argumental del 2006, Batman & Son.
Una película secuela, Batman vs. Robin, fue estrenada en 2015.

## Argumento
En lo profundo de las montañas se esconde el templo de la Liga de los Asesinos, en donde centenares de nuevos reclutas se entrenan ante la atenta mirada de su maestro, Ra's al Ghul, su hija Talia y el nieto/heredero de Ra's, Damian Wayne. De repente, y sin previo aviso, una docena de helicópteros aparecen de la nada y liberan a cientos de agentes que comienzan a desplegar un poderoso ataque contra la liga. En vista del peligro, Ra’s le ordena a su hija y nieto ponerse a salvo mientras él se encarga de la persona responsable del ataque. Mientras Talia Y Damian luchan junto a sus ninjas para repeler el sanguinario ataque, Ra’s llega hasta lo profundo de su templo en donde es emboscado por la mente detrás del ataque: Slade Wilson, alias Deathstroke, antiguo miembro de la Liga y antiguo heredero de Ra's.
Slade fue hasta allí para acabar con quien fuera su maestro y así reclamar el control de la Liga, por lo que mientras pelea contra Ra's para mantenerlo distraído, sus helicópteros lanzan misiles contra el templo, envolviendo todo en llamas, y atrapando al anciano en una bola de fuego que lo deja mortalmente herido. Con Ra's debilitado, y sin posibilidad de poder llegar a tiempo a su último Pozo de Lázaro, Deathstroke se dispone a darle fin a su vida pero Damian interviene para salvar a su abuelo y, haciendo gala de su entrenamiento, logra cegar al mercenario del ojo derecho. Con la certeza de que Ra´s no vivirá por mucho tiempo, Slade decide escapar en compañía del hombre que le permitió acceder hasta el templo: Ubu, antigua mano derecha del Cabeza de Demonio. Antes de marcharse Slade jura venganza contra Damian, sin embargo este lo ignora ya que su única preocupación es llevar a su abuelo al pozo, pero por desgracia no lo consigue y finalmente Ra's al Ghul fallece. En vista de que sus vidas corren peligro, Talia decide recoger a su hijo y llevarlo con la única persona que podrá mantenerlo a salvo: su padre.
En Ciudad Gótica, Batman se enfrenta a Killer Croc, que ha estado robando fármacos de distintas firmas de biotecnología para hacerse más fuerte. Talia aparece justo cuando Killer Croc está a punto de acabar con Batman dejándolo fuera de combate. Lo lleva a su yate privado, donde le cuenta sobre la muerte de su padre y que ahora la están persiguiendo a ella y a su hijo. Talia deja a Damian con su padre quien lo lleva a casa.
Al día siguiente, mientras Bruce se prepara para ir a la oficina, Damian se dedica a entrenar con su espada en los jardines de la mansión y sus habilidades llaman la atención y sorprenden a su padre. No obstante esa no es la única sorpresa que Bruce se lleva ya que al llegar a la Torre Wayne se encuentra con su hijo inmiscuyéndose en el balance económico de su compañía. Al tener un momento a solas para hablar, Damian le informa que logró localizar a Ubu allí en Ciudad Gótica, lo que significa que ya tienen una forma de llegar a Deathstroke y decide pedirle ayuda a su padre para acabar con la vida del traidor, sin embargo tras explicarle que él no actúa de esa manera, Bruce envía a su hijo a casa con la orden de no seguir poniéndose en peligro y de olvidarse de vengar a su abuelo. Al otro lado del mundo, Talia y sus hombres logran encontrar un castillo ubicado en una montaña nevada donde Deathstroke y su fuerzas se esconden, pero la irrupción resulta fallida ya que Talia termina cayendo en una emboscada y ella resulta capturada mientras todos sus hombres son asesinados.
Con el fin de conocer quien le administró los mutágenos a Croc que lo volvieron tan inestables, Batman visita a Killer Croc en el Asilo Arkham y a fuerza de amenazas y torturas leves logra conseguir un nombre: Kirk Langstrom. El héroe se traslada rápidamente al hogar del Doctor en donde encuentra evidencia de diversos experimentos llevados a cabo que buscaban fusionar los ADN de distintos animales. Tras un breve enfrentamiento contra un gorila con alas de murciélago, Batman se ve obligado a escapar del edificio ya que repentinamente alguien estrella un avión dron de caza contra el lugar, desatando un feroz incendio que consume todos los experimentos de Langstrom. En otra parte de la ciudad, Ubu llega hasta un lujoso apartamento acompañado de dos prostitutas, sin embargo rápidamente se da cuenta de que hay alguien más allí por lo que se prepara para el ataque inesperado de Damian. Una sangrienta pelea se desata entre ambos de la cual Damian busca obtener la ubicación de Slade, pero como Ubu decide no entregarle esa información el joven decide divertirse golpeando y mutilando al hombre que traicionó a su abuelo.
La rabia en combate de Damian sorprende y asusta a Ubu, por lo que se ve obligado a escapar hacia las calles de la ciudad en busca de una oportunidad de sobrevivir. Pero el joven logra detenerlo y le asesta los últimos golpes de una paliza que ya de por sí resulta mortal. Al no conseguir las respuestas que estaba buscando, Damian procede a castigar a Ubu con la muerte a través de su espada, pero a escasos segundos de volver a matar es interceptado por Nightwing, quien no permitirá que nadie sea asesinado en su ciudad por lo que inevitablemente ambos se lanzan al duelo. Momentos más tarde Bruce recibe un llamado de Dick informándole que, tras una pelea en que ambos salieron heridos, logró capturar a un niño que dice ser su hijo. De regreso a la Baticueva, Bruce vuelve a reprender a Damian por dejar que su deseo de venganza guíe sus acciones y trata de hacerle entender que uno debe actuar de forma correcta sin importar que tan fácil sea matar a alguien. Con una conexión entre Deathstroke y Ra's gracias a Langstrom, Batman necesita recolectar más información pero no puede seguir dejando solo a Damian por lo que accede a que este lo acompañe como un Robin temporal.
Entre las pertenencias de Ubu, quien yace inconsciente en la cama de un hospital, el comisionado Gordon logró encontrar un papel con la dirección escrita del viejo estadio abandonado de Ciudad Gótica. Siguiendo la pista el nuevo dúo se dirige a la escena, en donde Bruce no puede evitar recordar los momentos vividos allí con su padre, pero al poner más atención al lugar se dan cuenta de que este se encuentra vigilado por cientos de cámaras y hombres posiblemente leales a Slade. Batman y Robin logran encontrar al Dr. Langstrom al escabullirse dentro del estadio tratan de sacarlo de allí, pero Kirk se niega a acompañarlos por miedo de lo que pueda sucederle a su familia. Su respuesta hace que Robin pierda los estribos y lo lanza contra una puerta tratando de obligarlo a revelar el paradero de Deathstroke, sin embargo el alboroto ocasionado llama la atención de los guardias, lo cual obliga al dúo a escapar al verse superados en número. Pero los problemas para Batman y Robin no acaban allí ya que el campo de estadio es custodiado por una docena de soldados convertidos en bestias mitad murciélago por lo que ambos luchan contra los mutantes durante un breve periodo hasta que el caballero de la noche logra derribar el techo del estadio contra las criaturas.
Con Langstrom a salvo en la Baticueva, este les confiesa que Ra’s lo había contratado para crear un suero que fusionara ADN humano con animal para crear un ejército de supersoldados. A cambio de que salven a su familia, Kirk acepta desarrollar una cura para el suero, y les informa que en la única comunicación que tuvo con su hija esta le dijo que estaban en un lugar nevado entre dos montañas que parecían orejas de gato. Damian inmediatamente reconoce el lugar, ya que supo entrenar en aquellas instalaciones cuando tuvo cuatro años, por lo que rápidamente se montan en el Batwing y se dirigen hacia esa ubicación. Horas más tarde, ambos finalmente encuentran el castillo de la montaña que le perteneció a Ra's pero en el interior no encuentran rastros de que haya habido alguien, sin embargo Batman localiza una celda en donde encuentra signos de que alguien fue torturado allí. Tras registrar el castillo Batman logra encontrar finalmente a Francine Langstrom y su hija, quien sin que el héroe se da cuenta, le entrega a Robin un celular con un mensaje de Deathstroke el cual prometió dejarlas ir si ella entregaba el mensaje. Una vez alejado de su padre, Damian reproduce el mensaje en el cual Slade le informa que tiene cautiva a su madre y le da su ubicación. El mercenario le ordena no involucrar a Batman en aquel asunto y le da 48 horas para intentar rescatar a Talia antes de que la asesine.
De visita en Londres para llevar a Francine y su hija con Interpol, Bruce se pone en contacto con Dick para ponerlo al tanto de la situación. Este le informa que Kirk logró desarrollar rápidamente una cura para el suero desde que se enteró de que su familia había sido rescatada; por otro lado gracias a Francine, Bruce descubrió que Slade tenía capturada a Talia y teme que Damian se entere de eso pero al ir a buscar a su hijo descubre que este se ha marchado junto con su traje de Robin. Rápidamente Bruce le pide a Dick que ubique cual instalación perteneciente a Ra’s cercana a esa área por lo que el ex joven maravilla le informa sobre una plataforma ubicada en Escocia. Horas más tarde, Damian llega nadando hasta la instalación en donde logra infiltrarse sin problemas tras noquear a varios guardias, sin embargo descubre rápidamente que el lugar es solo la fachada de una gigantesca base de operaciones marítima asentada en el lecho marino. Tras descender a las profundidades el joven logra encontrar a Deathstroke y lo sigue hasta un sistema de cuevas subterráneas en donde, para su sorpresa, encuentra un pozo de Lázaro activo vigilado por varios guardias Man-Bat.
Por desgracia, Deathstroke aparece cargando a Talia por lo que Damian saca un arma, dispuesto a acabar con el asesino de su abuelo pero Slade hace lo mismo y amenaza con dispararle si Damian no baja su arma. En ese preciso instante Batman logra llegar a la plataforma y rápidamente se adentra a la base marítima. Slade, quien logró guiar a su víctima hacia su trampa manipulándolo por medio de sus sentimientos coléricos, abre fuego contra Damian pero Talia se interpone entre ambos y recibe un disparo mortal. Batman rápidamente desciende hasta las cuevas al oír el sonido del arma y logra arrebatarle la misma a Deathstroke con un batarang. Slade, al ver llegar al caballero de la noche, le ordena a sus Man-Bats atacar a los intrusos pero Batman logra alterarlo con un batarang sónico por lo que mientras los mutantes se dedican a intentar escapar hacia la superficie él arremete contra el mercenario al cual logra vencer temporalmente hasta que logra escapar. Batman llega hasta Talia mientras que Damian se encarga de perseguir a Slade, pero desgraciadamente los Man-Bats en su desesperación por escapar terminan destruyendo los túneles subacuáticos ocasionando que la instalación comience a inundarse al mismo tiempo que los sistemas se sobrecargan produciendo diversas explosiones en la plataforma.
Varios Man-Bats finalmente se abren paso a la superficie e infestan los cielos de la plataforma pero por suerte Nightwing y el Dr. Langstrom llegan a la escena montados en el Batplane y comienzan a dispararle el antídoto a los mutantes, logrando rápidamente devolverlos a su estado original. Mientras que Damian logra arrinconar a Slade para dar comienzo a una sanguinaria batalla, Batman se queda al lado de Talia y decide sumergirla en el pozo de Lázaro con la esperanza de salvarle la vida. Damian y Deathstroke continúan con su batalla en la cual ambos contrincantes demuestran igualdad a la hora de pelear, no obstante Damian resulta apuñalado en ambos antebrazos. De las aguas del pozo, Talia emerge totalmente curada y agradecida con su amado por haberle salvado la vida. Lo besa pero ambos deben escapar rápidamente ya que la cuevas comienzan a inundarse con celeridad. Slade, quien finalmente tiene la oportunidad de acabar con Damian, termina cayendo en una trampa y varios litros del agua del pozo (transportada hacia la superficie vía conductos) termina cayéndole encima, desintegrándole gran parte de su armadura y dejándolo herido. Robin se acerca hasta su enemigo con espada en mano y Slade lo reta a acabar con su vida, ya que eso es lo que él y Ra's harían, pero Damian no le hace caso ya que él también es hijo de su padre, lo cual lo obliga a hacer lo correcto por lo que le perdona la vida al mercenario y se marcha.
Damian se une a sus padres y juntos abordan una cápsula de escape mientras las aguas del océano terminan de inundar la base, llevándose consigo a Slade hacia las profundidades. En la superficie, sobre las costas de Escocia, llega el momento de despedirse. Varios ninjas de la Liga llegan para llevarse a Talia quien se empecina por reconstruir el legado de Ra’s al Ghul, sin embargo ambos padres llegan a la encrucijada de decidir con cuál de los dos ira Damian. Talia insiste en que el lugar de su hijo está a su lado pero Bruce le recuerda que Damian ahora es Robin y Robin siempre esta con Batman. Viendo que eso es lo moralmente correcto Talia decide dejar ir a Damian, a quien le pide aprender de su padre ya que él es el futuro, no obstante se marcha con la promesa de algún día regresar por él. Con Talia partiendo a bordo de su Barco, el dúo la observa, mientras se disponen a regresar a casa juntos como padre e hijo.

## Voces
- Jason O'Mara es Bruce Wayne/Batman.
- Stuart Allan es Damian Wayne/Robin.
- Morena Baccarin es Talia al Ghul.
- Giancarlo Esposito es Ra's al Ghul.
- David McCallum es Alfred Pennyworth.
- Xander Berkeley es Kirk Langstrom.
- Thomas Gibson es Slade Wilson/Deathstroke.
- Sean Maher es Dick Grayson/Nightwing.
- Bruce Thomas es James Gordon.
- Fred Tatasciore es Waylon Jones/Killer Croc.

## Secuela
En 2015, una secuela de Hijo de Batman fue lanzado bajo el título de Batman vs. Robin.